# Ivano Edalini
Ivano Edalini (Zugo, 20 agosto 1961) è un ex sciatore alpino italiano.

## Biografia
Edalini, specialista delle prove tecniche nato a Zugo e originario della Val Trompia, in Coppa del Mondo ottenne il primo risultato di rilievo il 9 febbraio 1982 a Kirchberg in Tirol, classificandosi 14º in slalom gigante, e conquistò il primo podio il 10 dicembre 1984 a Sestriere, giungendo 3º in slalom speciale alle spalle del fuoriclasse svizzero Pirmin Zurbriggen e del compagno di squadra Paolo De Chiesa; ai Mondiali di Bormio 1985 si classificò 9º nello slalom speciale e 12º nella combinata, suoi primi piazzamenti iridati.
Il 30 dicembre 1985 conquistò la prima vittoria in Coppa del Mondo nello slalom parallelo di Vienna, successo bissato il 16 dicembre 1986 sul difficile tracciato della 3-Tre di Madonna di Campiglio in slalom speciale (ultimo podio in carriera); partecipò ancora ai Mondiali di Crans-Montana 1987 (12º nello slalom speciale) e si congedò dall'attività agonistica al termine della successiva stagione 1987-1988: il suo ultimo piazzamento internazionale fu il 15º posto ottenuto nello slalom speciale di Coppa del Mondo disputato a Åre il 19 marzo 1988. Non prese parte a rassegne olimpiche.

## Palmarès

### Coppa del Mondo
- Miglior piazzamento nella classifica generale: 31º nel 1986
- 4 podi:
  - 2 vittorie
  - 2 terzi posti

#### Coppa del Mondo - vittorie
| Data             | Località             | Paese   | Specialità |
| ---------------- | -------------------- | ------- | ---------- |
| 6 gennaio 1986   | Vienna               | Austria | PR         |
| 16 dicembre 1986 | Madonna di Campiglio | Italia  | SL         |

Legenda:

SL = slalom speciale

PR = slalom parallelo

### Campionati italiani
- 4 medaglie[2]:
  - 1 oro (slalom speciale nel 1983)
  - 1 argento (slalom speciale nel 1982)
  - 2 bronzi (slalom gigante nel 1982; slalom speciale nel 1985)